# Grafton-affären (bok)
Grafton-affären är en bok skriven av K-G Olin som utgavs 1993. Bokens tema är självständighetsaktivisten Konni Zilliacus och den av honom under första förtrycksperioden organiserade vapensmugglingen till Finland som slutade med att ångfartyget John Grafton 1905 gick på grund utanför Larsmo i Österbotten.  
Grafton-affären är Olins i särklass bästsäljande bok. 1994 utgavs boken översatt till finska som Aselaiva John Grafton. Den svenskspråkiga versionen kom 2011 ut i sin sjätte upplaga.

## Mottagande
Vasabladets recensent Bertel Nygård skrev att K-G Olin hittat en egen nisch och ville hävda att Olin var "en slags modern upptäcktsresande, en "äventyrare" som inte reser enbart i geografin utan mest i arkiv och gammal litteratur". Vidare tyckte han att boken är direkt spännande och att resultatet var genomgående bra, inte minst tack vare Olins lättsmälta språk.